# کاترین کرازبی
کاترین کرازبی (انگلیسی: Kathryn Crosby؛ زادهٔ ۲۵ نوامبر ۱۹۳۳ – درگذشتهٔ ۲۰ سپتامبر ۲۰۲۴) یک هنرپیشه، و خواننده اهل ایالات متحده آمریکا بود. وی بین سال‌های ۱۹۵۳ تا ۱۹۷۹ میلادی فعالیت می‌کرد.
کاترین کرازبی در ۲۰ سپتامبر ۲۰۲۴، در سن ۹۰ سالگی درگذشت.
از فیلم‌ها یا برنامه‌های تلویزیونی که وی در آن نقش داشته است می‌توان به آناتومی یک قتل اشاره کرد.